# Profinet
A Profinet (Process Field Network) gyakorlatilag a Profibus továbbfejlesztett ipari kommunikációs szabványa, mely TCP/IP- és IT-megoldásokon alapul. Valós idejű Ethernet-átvitelt alkalmaz, lehetővé teszi a terepi buszok integrálását. A nyitott szabvány a PROFIBUS Felhasználói Szervezet tulajdonában áll.
A Profinet moduláris felépítésű, a felhasználónak nagy szabadsága nyílik a rendszer optimalizációjára.

### Változatai
Két változata van, a Profinet IO és a Profinet CBA:
Az IO gyakorlatilag a terepi buszok funkcióit valósítja meg, míg a CBA (Component Based Automation) a TCP/IP-n alapuló valós idejű  kommunikációra fekteti a hangsúlyt. Mindkét megoldás ugyanazon a vezetéken alkalmazható – akár egyidejűleg is.

#### Profinet IO
A Profinet IO gyakorlatilag a meglehetősen népszerű és elterjedt Profibus DP utódjának tekinthető. Főleg az elosztott IO és a vezérlők közötti ciklikus adatcserét valósítja meg, de efölött biztosítja a diagnosztikát, a riasztások kezelését, és lehetővé teszi a paraméterezést. A Profinet IO ethernetes bázisú protokollokat alkalmaz az átvitelhez, a ciklusideje 31,25 μs és néhány ms között változhat az alkalmazott megfelelőségi osztálytól függően. A Profinet IO további, alárendelt terepi buszokkal is bővíthető, így megvalósítható, hogy például a korábban már kiépített Interbus rendszert ezzel a rendszerrel bővítsük ki.

##### Profinet IO megfelelőségi osztályok
A Profinet IO tevékenységi köreit három  megfelelőségi osztállyal lehet lefedni:
CC-A osztály: Gyakorlatilag a gyártók tanúsítványai elegendők ehhez az osztályhoz, már kiépített infrastruktúrát és/vagy helyi vezeték nélküli hálózatokat is lehet alkalmazni az átvitelhez. Jellemzően infrastruktúrák (pl. autópályák vagy vasúti alagutak) felügyeletére vagy például épületautomatizálásra ajánlott.
CC-B osztály: A hálózat a Profinet irányelvei szerint kerül kiépítésre és hitelesített tanúsítványokat tételez fel a felhasznált alkatrészekről. A felhasznált rézvezetékeknek hitelesítettnek és árnyékoltnak kell lenniük. Talán a legszélesebb „klasszikus” körben alkalmazott osztály: Gyártósorokhoz és folyamatirányítási rendszerekhez ajánlott megoldás.
CC-C osztály: A hajtásrendszerekhez ajánlott osztály sávszélesség tartalékokat és alkalmazás-szinkronizálást igényel.
| Követelmények          | A osztály (CC-A)                                                                   | B osztály (CC-B) | C osztály (CC-C) |
| ---------------------- | ---------------------------------------------------------------------------------- | --- | --- |
| Alapfunkciók           | - Valós idejű (RT) kommunikáció - Ciklikus io kezelés - Parameterezés - Riasztások | - Valós idejű (RT) kommunikáció - Ciklikus io kezelés - Parameterezés - Riasztások - Hálózati diagnózis - Topológiai információk - Rendszer-redundancia | - Valós idejű (RT) kommunikáció - Ciklikus io kezelés - Parameterezés - Riasztások - Hálózati diagnózis - Topológiai információk - Tartalék sávszélesség (IRT) - Szinkronizáció |
| Hitelesítés            | - Kontroller - Egység (device) - Hálózati komponensek gyártói hitelesítéssel       | - Kontroller - Egység (device) - Hálózati komponensek                                                                                                   | - Kontroller - Egység (device) - Hálózati komponensek |
| Vezetékezés            | Az IEC 61784-5-3 és IEC 24702 szerint - Réz - Optikai - Vezeték nélküli            | Az IEC 61784-5-3 szerint - Réz - Optikai | Az IEC 61784-5-3 szerint - Réz - Optikai |
| Jellemző felhasználása | - Infrastruktúra - Épületautomatizálás                                             | - Gyártástechnológia - Folyamatirányítás | - Hajtásvezérlés |

##### Profinet IO egység típusok
- Az IO-Controller olyan vezérlő, ami felügyeli az automatizálási folyamatot.
- Az IO-Device egy olyan terepi eszköz, melyet egy IO-Controller vezérel. Ezek az egységek sok esetben moduláris felépítésűek, szabadon konfigurálhatók.
- Az IO-Supervisor egy – leggyakrabban PC-n futó – fejlesztési eszköz, az egyes IO-Device eszközök paraméterezését és diagnosztizálását teszi lehetővé.

##### Profinet IO hálózati felépítése
A minimális Profinet IO rendszer egy IO-Controller-ből és legalább egy IO-Device-ból áll. Ezen kívül időlegesen egy IO-Supervisor is a hálózathoz kapcsolható.
Két – vagy több –  Profinet IO is használhatja ugyanazt az IP hálózatot egyidejűleg, és a beolvasott jelek is akár mindkét rendszer számára is olvashatóvá tehetők, csakúgy, mint az alrendszerek felől érkező adatok.
Minden ethernet-csatlakozós automatizálástechnikai egység alkalmas IO-Device vagy IO-Controller-ként is működni. Arra is lehetőség nyílik, hogy egy vezérlő egyfelől a saját moduljai felé  IO-Controller-ként működjön, de más vezérlők felől  IO-Device-ként legyen elérhető.
A Profinet IO a vezérlő – vezérlő (Controller to Controller: C2C) kapcsolatot is lehetővé teszi.
A megbízhatóság növelése érdekében a Profinet alkalmas a rendszer-redundáns megoldások kiépítésére is. Ebben az esetben (legalább) két IO-Controller-t tartalmaz a hálózat, melyeknek ugyanazokhoz az IO-Device-okhoz van hozzáférésük. Az éppen aktív IO-Controller a saját forgalmazását elsődlegesnek (primary) jelöli. A konfigurált IO-Device-ok mindkét vezérlőnek küldik a beolvasott jeleket, de csak a primary-nak jelölt vezérlőtől fogadnak parancsokat. Hiba esetén a másodlagos vezérlő azonnal át tudja venni az elődleges helyét. A két vezérlő közötti adatcserére a Profinet IO nem kínál szabványmegoldást.

##### Profinet IO adatcsere
Az IO-Controller és IO-Device közötti adatkapcsolat során egy alkalmazás-reláció (Application-Relation: AR) jön létre. Az AR határozza meg a különböző egységek közötti kommunikációs kapcsolatokat (Communication-Relations: CR), ezek:
- Record Data CR: nem ciklikus paraméter-átvitel
- IO Data CR ciklikus adatcsere
- Alarm CR valós idejű riasztás-kezelés

Ciklikus adatcsere (IO Data CR): Ez tartalmazza az adatok ciklikus átvitelét, melyeket egyrészt a vezérlő küld a periféria-egységek felé, csakúgy, mint a perifériákon beolvasott adatokat, melyek a vezérlők felé kerülnek továbbításra. Ennek a bázisa a konfigurálható Real-Time-Concept, e szerint minden CR-ben eltérő ciklusidő állítható be. Az adatátvitel így két csoportra sorolható: Az ütemes átvitelt izo-szinkron átvitelnek (Isochronous Real Time: IRT), míg a nem ütemes átvitelt (Realtime: RT) átvitelnek jelölik.
Az adatátvitelnek ez a formája viszonylag nagy sávszélességet igényel, így a telegramok optimalizációja során kivették onnan az IP címeket. A ciklikus adatcsere adatcsomagjai így IP nélkül, csak a MAC címek alapján azonosítják a kiindulási és célállomásukat.
Nem ciklikus adatcsere (Record Data CR): A ciklikus adatcsere mellett ebben a formában olyan adatok kerülnek átvitelre, melyek nem gyakran változnak. Ide tartoznak a paraméterek, a konfigurációs adatok, diagnosztikai üzenetek. A nem ciklikus adatok átvitele a Profinet IO-ban UDP/IP protokollon zajlik.
Nem ciklikus riasztások (Alarm CR): A riasztásokat a periféria-egységek küldik a vezérlő felé, jellegüknél fogva nem ciklikus adatok. Időkritikus jelzések, melyek közvetlenül az Etherneten keresztül kerülnek továbbításra, és ráadásul nyugtázást is igényelnek a vezérlő felől.

##### Profinet IO konfiguráció
A Profinet IO konfigurációja szinte teljesen megegyezik a Profibus-ban megszokott GSD-vel (General Station Description). Az alap-struktúráján nem változtattak, ellenben az egész konfiuráció-leíró fájlt XML alapokra faragták át. A GSDML így funkcióját tekintve megegyezik a GSD-vel.

#### Profinet CBA
A Profinet CBA (Component Based Automation) egy komponens-alapú, TCP/IP alapokra helyezett, nem valós idejű kommunikáció.
A CBA erőssége a vezérlők közötti kommunikáció, ami leginkább az FMS-nek felel meg a Profibus felosztások analógiájára. A CBA alapötlete, hogy egy teljes rendszer szinte mindig önjáró (autonóm) vezérlők összességéből áll össze, melyek egymással kommunikálnak. Ezeknél a rendszereknél megfigyelhető, hogy sok egység - párhuzamosan - azonos, vagy majdnem azonos műveleteket végez. Ezek az un. „Profinet komponens”-eket jellemzően belátható számú bemenettel lehet vezényelni. A komponenseken belül futnak a felhasználói programok, melyek a helyi vezényléseket végzik. Jellemzően egy komponens bázisú automatizálás esetén inkább paraméterezésről, mint programozásról beszélhetünk. A Profinet CBA esetén (real-time nélkül) a kommunikációs ciklusidő 50..100 ms között realizálható. Ezzel a (lassú) adateléréssel párhuzamosan természetesen Profinet IO is alkalmazható, a maga miliszekundumos adatelérésével.

##### Profinet CBA konfiguráció
A komponensek leírását az ún. PCD (Profinet Component Description) fájl tartalmazza. Ez egy XML bázisú leírás, ami a viszonyrendszereket, és a hálózati alkotóelemeket írja le.

### Technológia

#### Profinet OSI
A Profinet OSI modell szerinti besorolása:

#### Profinet funkciók megvalósítása
A Profinet IO funkciói az alábbi technológiákkal és protokolokkal kerülnek megvalósításra:
| funkció                                  | technológia/protokoll | CC-A       | CC-B       | CC-C       |
| ---------------------------------------- | --------------------- | ---------- | ---------- | ---------- |
| ciklikus adatcsere                       | RT                    | szükséges  | szükséges  | szükséges  |
| Nem ciklikus paraméter-átadás            | Read/Write Record     | szükséges  | szükséges  | szükséges  |
| Egységdiagnózis, riasztások              | Alarmhandling         | szükséges  | szükséges  | szükséges  |
| Egységazonosítás                         | I&M 0                 | szükséges  | szükséges  | szükséges  |
| Topológia-információk                    | LLDP                  | szükséges  | szükséges  | szükséges  |
| Bemenetek többszörös hívása              | Shared Input          | opcionális | opcionális | opcionális |
| Megosztott egységek funkciói             | Shared Device         | opcionális | opcionális | opcionális |
| Bővített egységazonosítás                | I&M 1-4               | opcionális | opcionális | opcionális |
| Közvetlen adatcsere                      | x-ref                 | opcionális | opcionális | opcionális |
| Hálózat-diagnosztika                     | SNMP                  | -          | szükséges  | szükséges  |
| Port-orientált statisztika               | PDEV                  | -          | szükséges  | szükséges  |
| Rendszer-redundancia                     | 2 Controller          | -          | szükséges  | opcionális |
| Automatikus címzés                       | LLDP,DCP              | -          | opcionális | opcionális |
| Átkonfigurálás menet közben              | CiR                   | -          | opcionális | opcionális |
| Vezérlőadatok időpecsétje                | IEC 61588             | -          | opcionális | opcionális |
| Közegredundancia                         | MRP                   | -          | opcionális | opcionális |
| Gyors újraindítás                        | FSU                   | -          | opcionális | opcionális |
| Sávszélesség tartalék > 250 μs ciklusidő | IRT                   | -          | -          | szükséges  |
| Sávszélesség tartalék < 250 μs ciklusidő | IRT                   | -          | -          | opcionális |
| Időzítés-szinkron                        | IRT                   | -          | -          | opcionális |
| Optimalizált üzem                        | DFP                   | -          | -          | opcionális |
| Várakozás nélküli média-redundancia      | MRRT (MRPD)           | -          | -          | opcionális |

#### A Profinet által alkalmazott protokollok
Ethernet: Az IEEE 802.3 által definiált 100Base-TX vagy az optikai 100Base-FX engedélyezett a Profinet egységekhez való csatlakoztatásra
Az Autocrossover minden csatlakozásnál kötelező, így a keresztkötéses kábelek használata nem megengedett.
Az IEEE 802.1Q szerinti VLAN-t a Profinet elsőbbségi címkézéssel használja – valamennyi valós idejű adatot a lehető legmagasabb prioritással, a 6-sal viszi át
A Profinet telegramjai a hagyományos ethernetes eszközökkel (például a Wireshark-kal) követhetők és visszafejthetők
A Media Redundancy Protocol (MRP) lehetővé tesz egy redundáns, protokolltól független gyűrűtopológiát, melynek az átkapcsolási ideje kevesebb, mint 50 ms.
A redundáns gyűrűs megoldásoknál a késleltetés nélküli Media Redundancy Real-Time Protocol (MRRT) kell használni.
A Link Layer Discovery Protocol (LLDP) a szomszédok észlelését biztosítja, de ciklusidőn túli kommunikációra is alkalmazható.
Az internet protokoll (IP) a kapcsolatok felépítésére és a nem ciklikus adatátvitelre szolgál
A címfeloldási protokollt (ARP) kibővítették az ismétlődő IP-címek felismerésére.
Az IP címhozzárendelésekhez DCP vagy DHCP protokoll alkalmazása szükséges.
A Remote Procedure Call (RPC) protokoll a kapcsolatok konfigurálására és kezelésére szolgál. A CBA a Distributed Component Object Model (DCOM) objektumokat használja.

## Fordítás
- Ez a szócikk részben vagy egészben a Profinet című német Wikipédia-szócikk ezen változatának fordításán alapul.  Az eredeti cikk szerkesztőit annak laptörténete sorolja fel. Ez a jelzés csupán a megfogalmazás eredetét és a szerzői jogokat jelzi, nem szolgál a cikkben szereplő információk forrásmegjelöléseként.